# Sonjaa Schmidt
Sonjaa Schmidt (* 15. Dezember 2002) ist eine kanadische Skilangläuferin.

## Werdegang
Schmidt startete im Januar 2019 in Craftsbury erstmals bei der US Super Tour und im Februar 2019 in Duntroon erstmals im Nor-Am-Cup. In der Saison 2022/23 wurde sie Zweite in der Gesamtwertung des Nor-Am-Cups und lief sie bei den U23-Weltmeisterschaften 2023 in Whistler auf den 36. Platz im Sprint. Zu Beginn der Saison 2023/24 holte sie im 10-km-Massenstartrennen bei der US Super Tour in Anchorage ihren ersten Sieg in dieser Rennserie. Es folgten weitere Siege beim Nor-Am-Cup in Mont Sainte-Anne über 10 km klassisch sowie im 20-km-Massenstartrennen sowie ein zweiter Rang im Sprint und nahm daraufhin im Januar 2024 in Oberhof erstmals am Skilanglauf-Weltcup teil, wobei sie mit dem 48. Platz im Sprint ihre ersten Weltcuppunkte holte. Im folgenden Monat gewann sie bei den U23-Weltmeisterschaften in Planica die Goldmedaille im Sprint und errang dort zudem den 14. Platz im 20-km-Massenstartrennen. Anfang März 2024 erreichte sie in Lahti mit dem 19. Platz im Sprint ihre erste Platzierung unter den ersten 20 im Weltcup.

## Siege bei Continental-Cup-Rennen
| Nr. | Datum             | Ort              | Disziplin                       | Serie         |
| --- | ----------------- | ---------------- | ------------------------------- | ------------- |
| 1.  | 17. Dezember 2023 | Anchorage        | 10 km Freistil Massenstart      | US Super Tour |
| 2.  | 6. Januar 2024    | Mont Sainte-Anne | 10 km klassisch Individualstart | Nor-Am Cup    |
| 3.  | 7. Januar 2024    | Mont Sainte-Anne | 20 km Freistil Massenstart      | Nor-Am Cup    |
| 4.  | 6. Januar 2025    | Thunder Bay      | Sprint Freistil                 | Nor-Am Cup    |